# Argina perforata
Argina perforata är en fjärilsart som beskrevs av Adalbert Seitz 1914. Argina perforata ingår i släktet Argina och familjen björnspinnare. Inga underarter finns listade i Catalogue of Life.